# Vuelta a España 2015
Die 70. Vuelta a España fand vom 22. August bis 13. September 2015 statt. Die Radrundfahrt war Teil der UCI WorldTour 2015. Sie startete in Marbella an der Costa del Sol und endete nach insgesamt 3376,4 Kilometern in Madrid. Auf dem Programm standen unter anderem ein Mannschaftszeitfahren, ein Einzelzeitfahren und acht Etappen mit Bergankunft.
Das 7,4 km lange Mannschaftszeitfahren der ersten Etappe wurde nach Protesten der Teams nicht in die Einzelgesamtwertung übernommen. Hintergrund war die Streckenführung, die an einem Sandstrand über Kunststoffwege und Naturstraßen führte.
Der Sieger von 2010, Vincenzo Nibali, wurde nach der zweiten Etappe disqualifiziert, nachdem er sich nach einem Massensturz vom Teamfahrzeug hatte ziehen lassen.
Auf der 8. Etappe kam es zu einem folgenschweren Massensturz. Kris Boeckmans, der den Sturz auslöste, als er aus seiner Flasche trank und dabei über ein Schlagloch fuhr, stürzte über den Lenker und zog sich mehrere Brüche im Gesicht, eine Gehirnerschütterung, eine Einblutung der Lunge und drei Rippenbrüche zu. Im Krankenhaus von Murcia wurde er ins künstliche Koma versetzt. Daniel Martin, der zu diesem Zeitpunkt auf Platz drei der Gesamtwertung lag, Tejay van Garderen (Platz 16) und Sprinter Nacer Bouhanni konnten nach dem Sturz das Rennen nicht mehr aufnehmen. Der spätere Sieger der Etappe, Jasper Stuyven, brach sich bei dem Sturz das Kahnbein und ging deshalb am folgenden Tag nicht mehr an den Start. Im Finale der Etappe wurde Peter Sagan von einem Begleitmotorrad umgefahren. Auch für ihn ging es am nächsten Tag nicht mehr weiter.
Topfavorit Chris Froome stürzte zu Beginn des 11. Tagesabschnitts und erreichte das Ziel der Königsetappe mit einem Rückstand von über acht Minuten auf Sieger Mikel Landa. Da sich Froome beim Sturz den Fuß brach, trat er zur 12. Etappe nicht mehr an. Auch der zweite Favorit um das Maillot Rojo, Nairo Quintana, verlor auf dieser Etappe viel Zeit, in der Nacht zuvor hatte er Fieber. Neuer Träger des Roten Trikots war Fabio Aru, dahinter folgten Joaquim Rodríguez und Tom Dumoulin. Nach Peter Sagan musste mit Sérgio Paulinho ein weiterer Fahrer des Tinkoff-Saxo Teams das Rennen vorzeitig beenden. Paulinho kollidierte mit einem Kameramotorrad.

## Teilnehmer
| 20+ | 10–19 | 2–9 | 1 |

Anzahl der Teilnehmer nach Ländern:

198 Fahrer aus 37 Nationen gingen in 22 Teams an den Start.
Darunter waren mit Christian Knees (Sky) und Marcus Burghardt (BMC) sowie John Degenkolb und Johannes Fröhlinger (beide Giant-Alpecin) vier Fahrer aus Deutschland. Für IAM Cycling fuhren die Schweizer Marcel Aregger und Simon Pellaud. Fabian Cancellara und der Österreicher Riccardo Zoidl starteten für Trek Factory Racing.

### Teams
Startberechtigt waren die 17 UCI WorldTeams. Zusätzlich wurden fünf UCI Professional Continental Teams eingeladen.

### Favoriten
Vorjahressieger Alberto Contador (TCS) verzichtete auf einen Start, nachdem er in diesem Jahr bereits bei den anderen beiden dreiwöchigen Landesrundfahrten an den Start gegangen war. Topfavoriten um den Gesamtsieg waren der Sieger und der Zweite der diesjährigen Tour de France, Chris Froome (SKY) und Nairo Quintana (MOV). Weitere Kandidaten für einen Platz auf dem Podium waren der Dritte der Tour de France, Alejandro Valverde (MOV), Tejay van Garderen (BMC), Joaquim Rodríguez (KAT), Domenico Pozzovivo (ALM) sowie das Astana-Trio Vincenzo Nibali, Mikel Landa und Fabio Aru.
Favoriten im Massensprint waren der neunfache Etappensieger John Degenkolb (TGA), der vierfache Gewinner der Punktewertung der Tour de France, Peter Sagan (TCS) und der Franzose Nacer Bouhanni (COF).

## Etappenplan und Etappensieger
Mit einem Mannschaftszeitfahren in Marbella an der Costa del Sol in der Provinz Málaga begann die Rundfahrt. Die zweite Etappe endete mit einer Bergankunft am Caminito del Rey. Ihren südlichsten Punkt erreichte die Vuelta im Ziel der vierten Etappe in Vejer de la Frontera. Die darauffolgenden Abschnitte führten durch Andalusien, wo hinauf nach La Alpujarra die erste schwere Bergankunft anstand. Die 9. und 10. Etappe führten am Mittelmeer entlang Richtung Norden bis Castellón. Nach dem ersten Ruhetag folgte die Königsetappe mit 5.200 Höhenmetern durch Andorra. Nach zwei Flachetappen folgten drei Abschnitte durch das Kantabrische Gebirge im Norden Spaniens. Das Einzelzeitfahren in Burgos wurde nach dem zweiten Ruhetag ausgetragen. Nach Abschnitten durch Kastilien-León endete die Rundfahrt nach 21 Tagesabschnitten traditionsgemäß in Madrid.
| Etappe | Datum              | Startort                    | Zielort                       | Typ                                         | km    | Etappensieger              |  |
| ------ | ------------------ | --------------------------- | ----------------------------- | ------------------------------------------- | ----- | -------------------------- |  |
| 1.     | Sa., 22. August    | Puerto Banús                | Marbella                      |                                             | 7,4   | BMC Racing Team            |  |
| 2.     | So., 23. August    | Alhaurín de la Torre        | Caminito del Rey              | kurze mittelschwere Etappe                  | 158,7 | Esteban Chaves (OGE)       |  |
| 3.     | Mo., 24. August    | Mijas                       | Málaga                        | Etappe ohne besondere Schwierigkeiten       | 158,4 | Peter Sagan (TCS)          |  |
| 4.     | Di., 25. August    | Estepona                    | Vejer de la Frontera          | Etappe ohne besondere Schwierigkeiten       | 209,6 | Alejandro Valverde (MOV)   |  |
| 5.     | Mi., 26. August    | Rota                        | Alcalá de Guadaíra            | Etappe ohne besondere Schwierigkeiten       | 167,3 | Caleb Ewan (OGE)           |  |
| 6.     | Do., 27. August    | Córdoba                     | Sierra de Cazorla             | mittelschwere Etappe                        | 200,3 | Esteban Chaves (OGE)       |  |
| 7.     | Fr., 28. August    | Jódar                       | Alpujarras                    | mittelschwere Etappe                        | 191,1 | Bert-Jan Lindeman (TLJ)    |  |
| 8.     | Sa., 29. August    | Puebla de Don Fadrique      | Murcia                        | mittelschwere Etappe                        | 182,5 | Jasper Stuyven (TFR)       |  |
| 9.     | So., 30. August    | Torrevieja                  | Cumbre del Sol, Benitatxell   | kurze mittelschwere Etappe                  | 168,3 | Tom Dumoulin (TGA)         |  |
| 10.    | Mo., 31. August    | Valencia                    | Castellón                     | kurze mittelschwere Etappe                  | 146,6 | Kristian Sbaragli (MTN)    |  |
| R      | Di., 1. September  | Ruhetag in Andorra la Vella | Ruhetag in Andorra la Vella   | Ruhetag                                     |       |                            |  |
| 11.    | Mi., 2. September  | Andorra la Vella            | Cortals d’Encamp              | kurze Etappe mit besonderen Schwierigkeiten | 138   | Mikel Landa (AST)          |  |
| 12.    | Do., 3. September  | Escaldes-Engordany          | Lleida                        | Etappe ohne besondere Schwierigkeiten       | 173   | Danny van Poppel (TFR)     |  |
| 13.    | Fr., 4. September  | Calatayud                   | Tarazona                      | Etappe ohne besondere Schwierigkeiten       | 178   | Nélson Oliveira (LAM)      |  |
| 14.    | Sa., 5. September  | Vitoria                     | Alto Campoo, Fuente del Chivo | Etappe mit besonderen Schwierigkeiten       | 215   | Alessandro De Marchi (BMC) |  |
| 15.    | So., 6. September  | Comillas                    | Sotres, Cabrales              | Etappe mit besonderen Schwierigkeiten       | 175,8 | Joaquim Rodríguez (KAT)    |  |
| 16.    | Mo., 7. September  | Luarca                      | Ermita de Alba, Quirós        | Etappe mit besonderen Schwierigkeiten       | 185   | Fränk Schleck (TFR)        |  |
| R      | Di., 8. September  | Ruhetag in Burgos           | Ruhetag in Burgos             | Ruhetag                                     |       |                            |  |
| 17.    | Mi., 9. September  | Burgos                      | Burgos                        |                                             | 38,7  | Tom Dumoulin (TGA)         |  |
| 18.    | Do., 10. September | Roa                         | Riaza                         | mittelschwere Etappe                        | 204   | Nicolas Roche (SKY)        |  |
| 19.    | Fr., 11. September | Medina del Campo            | Ávila                         | mittelschwere Etappe                        | 185,8 | Alexis Gougeard (ALM)      |  |
| 20.    | Sa., 12. September | San Lorenzo de El Escorial  | Cercedilla                    | kurze Etappe mit besonderen Schwierigkeiten | 175,8 | Rubén Plaza (LAM)          |  |
| 21.    | So., 13. September | Alcalá de Henares           | Madrid                        | Etappe ohne besondere Schwierigkeiten       | 98,8  | John Degenkolb (TGA)       |  |

## Wertungen und Auszeichnungen im Rennverlauf
- Der Führende der Gesamtwertung trägt das Maillot Rojo. Die Reihenfolge der Wertung ergibt sich aus den Zeitabständen zwischen den einzelnen Fahrern nach jeder Etappe. Zusätzlich gibt es im Ziel einer jeden Etappe Zeitgutschriften in Höhe von 10, 6 und 4 Sekunden für die ersten drei Fahrer. Zwei Zwischensprints werden auf jeder Etappe durchgeführt. Hier erhalten die ersten drei Fahrer einen Bonus von 3, 2 und einer Sekunde. Bei den drei Zeitfahren werden keine Zeitbonifikationen vergeben.
- Der Führende der Punktewertung trägt das Maillot Verde. Punkte werden nach folgendem Schema vergeben:
  - 20 Etappenankünfte: 25, 20, 16, 14, 12, 10, 9, 8, 7, 6, 5, 4, 3, 2 und einen Punkt für die ersten 15 Fahrer im Ziel
  - 19 Zwischensprints: 4, 2 und einen Punkt für die ersten Drei
- Der Führende der Bergwertung trägt das Maillot Lunares (Weißes Trikot mit Blauen Punkten). In diesem Jahr werden an 45 kategorisierten Anstiegen Punkte vergeben. Diese sind nach Schwierigkeit in fünf Kategorien unterteilt:
  - Cima Chava Jiménez auf dem Alto Ermita de Alba: 20, 15, 10, 6, 4, und 2 Punkte für die ersten sechs Fahrer im Ziel der 16. Etappe
  - Categoría Especial auf dem Collada de la Gallina (11. Etappe) und auf dem Alto Campoo (im Ziel der 14. Etappe): 15, 10, 6, 4, und 2 Punkte für die ersten fünf Fahrer
  - 16 Berge der ersten Kategorie: 10, 6, 4, 2 und einen Punkt für die ersten fünf Fahrer an der Bergwertung
  - 9 Anstiege der zweiten Kategorie: 5, 3, und einen Punkt für die ersten Drei
  - 17 Anstiege der dritten Kategorie: 3, 2 und einen Punkt für die ersten Drei
- Der Führende der Kombinationswertung trägt das Maillot Blanco. Das Klassement setzt sich aus der Gesamtwertung, der Punktewertung und der Bergwertung zusammen.
- Für die Mannschaftswertung werden die Zeiten der besten drei Fahrer eines Teams bei jeder Etappe addiert.
- Der Kämpferischste Fahrer einer jeden Etappe trägt die Rote Rückennummer auf der darauffolgenden Etappe. Eine Jury bestimmt drei Fahrer, aus denen die Zuschauer dann den kämpferischsten Fahrer wählen. Während der letzten Etappe wird von den Zuschauern der kämpferischste Fahrer der gesamten Rundfahrt gewählt.
- Auf zehn Etappen vergibt der Organisator der Rundfahrt einen Fair Play Preis an den Fahrer der am wenigsten Strafen erhalten hat und am besten im Gesamtklassement platziert ist.

| Etappe | Gesamtwertung           | Punktewertung                 | Bergwertung              | Kombinationswertung                            | Mannschaftswertung | Kämpferischster Fahrer     |
| ------ | ----------------------- | ----------------------------- | ------------------------ | ---------------------------------------------- | ------------------ | -------------------------- |
| 1.     | Peter Velits (BMC)      | nicht vergeben                | nicht vergeben           | nicht vergeben                                 | BMC Racing Team    | Cameron Meyer (OGE)        |
| 2.     | Esteban Chaves (OGE)    | Esteban Chaves (OGE) (1), (4) | Esteban Chaves (OGE) (2) | Esteban Chaves (OGE) (3), (5), (6)             | Team Sky           | José Gonçalves (CJR)       |
| 3.     | Esteban Chaves (OGE)    | Esteban Chaves (OGE) (1), (4) | Omar Fraile (CJR)        | Esteban Chaves (OGE) (3), (5), (6)             | Team Sky           | Omar Fraile (CJR)          |
| 4.     | Esteban Chaves (OGE)    | Peter Sagan (TCS)             | Omar Fraile (CJR)        | Esteban Chaves (OGE) (3), (5), (6)             | Team Sky           | Markel Irízar (TFR)        |
| 5.     | Tom Dumoulin (TGA)      | Peter Sagan (TCS)             | Omar Fraile (CJR)        | Esteban Chaves (OGE) (3), (5), (6)             | Team Sky           | Iljo Keisse (EQS)          |
| 6.     | Esteban Chaves (OGE)    | Peter Sagan (TCS)             | Omar Fraile (CJR)        | Esteban Chaves (OGE) (3), (5), (6)             | Team Sky           | Miguel Ángel Rubiano (COL) |
| 7.     | Esteban Chaves (OGE)    | Esteban Chaves (OGE) (7), (8) | Omar Fraile (CJR)        | Esteban Chaves (OGE) (3), (5), (6)             | Team Sky           | Amets Txurruka (CJR)       |
| 8.     | Esteban Chaves (OGE)    | Esteban Chaves (OGE) (7), (8) | Omar Fraile (CJR)        | Esteban Chaves (OGE) (3), (5), (6)             | Team Sky           | Ángel Madrazo (CJR)        |
| 9.     | Tom Dumoulin (TGA)      | Esteban Chaves (OGE) (7), (8) | Omar Fraile (CJR)        | Tom Dumoulin (TGA) (8)                         | Team Sky           | Omar Fraile (CJR)          |
| 10.    | Tom Dumoulin (TGA)      | Esteban Chaves (OGE) (7), (8) | Omar Fraile (CJR)        | Tom Dumoulin (TGA) (8)                         | Team Sky           | Carlos Verona (EQS)        |
| 11.    | Fabio Aru (AST)         | Esteban Chaves (OGE) (7), (8) | Omar Fraile (CJR)        | Tom Dumoulin (TGA) (8)                         | Team Sky           | Mikel Landa (AST)          |
| 12.    | Fabio Aru (AST)         | Esteban Chaves (OGE) (7), (8) | Omar Fraile (CJR)        | Tom Dumoulin (TGA) (8)                         | Team Sky           | Maxime Bouet (EQS)         |
| 13.    | Fabio Aru (AST)         | Esteban Chaves (OGE) (7), (8) | Omar Fraile (CJR)        | Tom Dumoulin (TGA) (8)                         | Team Sky           | Paweł Poljański (TCS)      |
| 14.    | Fabio Aru (AST)         | Esteban Chaves (OGE) (7), (8) | Omar Fraile (CJR)        | Tom Dumoulin (TGA) (8)                         | Team Sky           | Carlos Quintero (COL)      |
| 15.    | Fabio Aru (AST)         | Joaquim Rodríguez (KAT) (11)  | Omar Fraile (CJR)        | Joaquim Rodríguez (KAT) (10), (12), (13), (14) | Team Sky           | Brayan Ramírez (COL)       |
| 16.    | Joaquim Rodríguez (KAT) | Joaquim Rodríguez (KAT) (11)  | Omar Fraile (CJR)        | Joaquim Rodríguez (KAT) (10), (12), (13), (14) | Team Sky           | Rodolfo Torres (COL)       |
| 17.    | Tom Dumoulin (TGA)      | Joaquim Rodríguez (KAT) (11)  | Omar Fraile (CJR)        | Joaquim Rodríguez (KAT) (10), (12), (13), (14) | Team Sky           | Tom Dumoulin (TGA)         |
| 18.    | Tom Dumoulin (TGA)      | Joaquim Rodríguez (KAT) (11)  | Omar Fraile (CJR)        | Joaquim Rodríguez (KAT) (10), (12), (13), (14) | Movistar Team      | Ángel Madrazo (CJR)        |
| 19.    | Tom Dumoulin (TGA)      | Joaquim Rodríguez (KAT) (11)  | Omar Fraile (CJR)        | Joaquim Rodríguez (KAT) (10), (12), (13), (14) | Movistar Team      | Alexis Gougeard (ALM)      |
| 20.    | Fabio Aru (AST)         | Joaquim Rodríguez (KAT) (11)  | Omar Fraile (CJR)        | Joaquim Rodríguez (KAT) (10), (12), (13), (14) | Movistar Team      | Rubén Plaza (LAM)          |
| 21.    | Fabio Aru (AST)         | Alejandro Valverde (MOV)      | Omar Fraile (CJR)        | Joaquim Rodríguez (KAT) (10), (12), (13), (14) | Movistar Team      | nicht vergeben             |
| Sieger | Fabio Aru (AST)         | Alejandro Valverde (MOV)      | Omar Fraile (CJR)        | Joaquim Rodríguez (KAT)                        | Movistar Team      | Tom Dumoulin (TGA)         |

```
 
Anmerkungen zur Tabelle:
```